# 阿瓦隆半島戰役
阿瓦隆半島戰役是威廉國王戰爭期間的一場遠征行動，由法屬路易斯安那的建立者皮埃爾·德·伊貝維爾和紐芬蘭總督雅克·德·布鲁扬率領的法軍在約5個多月的軍事行動中，摧毀了紐芬蘭阿瓦隆半島沿岸的23個英國殖民據點。
在佩馬奎德圍城戰後，伊貝維爾與讓·博杜安神父在阿瓦隆半島戰役中率領一支由法軍和土著組成的部隊。幾乎摧毀了紐芬蘭的每一個英軍駐點，100多名英軍被殺，還有好幾倍的人被俘，將近500人被驅逐出美洲大陸。